# Borovina
Borovina (Bulgaars: Боровина) is een dorp in de Bulgaarse gemeente Madan, oblast Smoljan. Het dorp ligt 18 km ten zuidoosten van Smoljan en 180 km ten zuidoosten van Sofia. De dichtstbijzijnde nederzetting is het dorp Stoedena. 

## Bevolking
Op 31 december 2020 telde het dorp Borovina 289 inwoners. Van de 392 inwoners die in februari 2011 werden geregistreerd, waren er 40 jonger dan 15 jaar oud (10,2%), gevolgd door 271 personen tussen de 15-64 jaar oud (69,1%) en 81 personen van 65 jaar of ouder (20,7%).
| Bevolkingsontwikkeling tussen 1934 en 2020          |
| --------------------------------------------------- |
|                                                     |
| Bron: Nationaal Statistisch Instituut van Bulgarije |

Het dorp wordt grotendeels bewoond door etnische Bulgaren (221 van de 236 ondervraagden, oftewel 93,6%).
| Etnische samenstelling van de respondenten (2011) | Etnische samenstelling van de respondenten (2011) | Etnische samenstelling van de respondenten (2011) | Etnische samenstelling van de respondenten (2011) | Etnische samenstelling van de respondenten (2011) |
| ------------------------------------------------- | ------------------------------------------------- | ------------------------------------------------- | ------------------------------------------------- | ------------------------------------------------- |
|                                                   |                                                   |                                                   |                                                   |                                                   |
| Bulgaren                                          | Bulgaren                                          |                                                   | 93,6%                                             | 93,6%                                             |
| Turken                                            | Turken                                            |                                                   | 0,0%                                              | 0,0%                                              |
| Roma                                              | Roma                                              |                                                   | 0,0%                                              | 0,0%                                              |
| Anders/Onbekend                                   | Anders/Onbekend                                   |                                                   | 6,4%                                              | 6,4%                                              |